# Brie de Meaux
Brie de Meaux AOP is een Franse traditionele, rauwmelkse witte korstkaas van koemelk met het AOC- en AOP-keur. De naam komt van de historische regio Brie, 50 km ten oosten van Parijs, en de stad Meaux. De kaas behoort tot de zogenaamde zachte kazen en is de vader van de zachte witte-korstkazen. Hij is een van de 44 Franse kazen die het roodgele Europese AOC/AOP-keurmerk mag voeren, dat sinds januari 2012 het AOC-label vervangt.

## Beschrijving
Brie de Meaux is een lichtgezouten zachte kaas van rauwe koemelk. Hij heeft een dunne korst van witte donzige schimmel als fluweel met roodbruine fermentatievlekken, en strepen door de afdruk van de stromat waarop de kaas gerijpt is. De pâte is zacht en romig en heeft een gladde structuur en een kleur als die van stro. De geur is iets schimmelachtig en heeft zoete en rokerige aroma's, hij ruikt naar paddenstoelen. Hij heeft een volle gecomprimeerde smaak, smaakt naar een romige paddenstoelensoep met een scheutje sherry. Een perfecte Meaux loopt net niet uit. De Meaux is een verfijnde kaas waarvan uiterlijk, geur en smaak in balans zijn.

## Geschiedenis
De Brie de Meaux wordt voor het eerst vermeld in 774, toen Karel de Grote deze kaas proefde tijdens zijn verblijf in Brie. Daarna liet hij jaarlijks twee ladingen op zijn kasteel in Aken bezorgen. Hij werd van oorsprong gemaakt in de Abdij Notre-Dame in Jouarre.
Einde 18e eeuw was hij geliefd bij zowel de armen als de rijken. Hij wordt de 'koning onder de kazen' genoemd. Deze bekroning kreeg hij van Talleyrand op 9 juni 1815 op het Congres van Wenen waarop Von Metternich de Brie de Meaux uitriep tot Prince des fromages et premier des desserts.
Oorspronkelijk werd deze brie alleen in de regio Meaux geproduceerd. Vanaf 1953 heeft het gebied zich naar het oosten uitgebreid tot aan de Maas. Het gebied beslaat 1,7 miljoen hectare en komt tegenwoordig grofweg overeen met het departement Seine-et-Marne in de Île-de-France. Er zijn ruim 600 productiebedrijven gevestigd, die jaarlijks ongeveer 7.000 ton produceren. De grootste afnemer is de stad Parijs.
Op 18 augustus 1980 verkreeg de Meaux de Appellation d'Origine Contrôlée (AOC) keur. De Brie de Meaux en de Brie de Melun zijn de enige twee brie-soorten die een AOC-keurmerk hebben. Beide zijn altijd beschermd geweest, maar er bestaan vele imitaties.

## Productie
Brie de Meaux wordt gefabriceerd van rauwe melk van inheemse koeien. Hij wordt gestremd met dierlijk stremsel en de coagulatie duurt ongeveer een uur. Tijdens het stremmen wordt de melk verwarmd tot 37 °C. De wrongel wordt nauwelijks gesneden. De kunst is om de dunne lagen wrongel met de hand met een speciale brieschep, de pelle à brie, bij een temperatuur van 33 °C, in de kaasvormen te scheppen. De vormen hebben een doorsnede van 36 à 37 cm. Na vier uur worden de kazen in een ruimte van 24 °C gebracht en na zes uur in 19 °C. Hij wordt niet geperst. De volgende dag wordt de Meaux met schimmel bestrooid en lichtgezouten, volgens AOC-voorschrift alleen met droog zout. Hij wordt in een ruimte van 12 °C op stromatjes te rijpen gelegd. De afscheiding van de wei vindt spontaan plaats, wat versterkt wordt door verdamping van het grote oppervlak. Afscheiding van de wei mag niet te snel verlopen omdat dan het risico bestaat dat de kaas breekt. Na een week worden de kazen overgebracht naar de affineur om in een gekoelde vochtige ruimte van 7 °C verder te rijpen. Tijdens de rijping worden de kazen regelmatig met de hand gekeerd. De affinage duurt minimaal 4 weken, en tot 8 weken om de kaas tot volle rijpheid te laten komen. De Meaux is op zijn best als de pâte net niet vloeibaar is. De jaarlijkse productie Brie de Meaux AOP bedraagt jaarlijks ongeveer 7.000 ton. Hij wordt verhandeld in hele, halve en kwart wielen. En in 1/8, 1/10, 1/12 en 1/16de punten.

## Confrérie Brie de Meaux
In 1991 is op initiatief van de stad Meaux de broederschap Confrérie Brie de Meaux opgericht. Deze wordt geleid door de 'Grand Conseil de l’Ordre'. Het ledenbestand bestaat uit boeren, fromageurs en affineurs, handelaren en liefhebbers. Het doel is het behoud van naam en bijzondere eigenschappen van de Meaux, behoud van de folklore rondom de brie, het propageren van de Meaux op gastronomisch gebied en het onderhouden van de contacten met wijnbroederschappen.